# Чехословакизъм
Чехословакизъм (на чешки: Čechoslovakismus; на словашки: Čechoslovakizmus) е идеология, провъзгласяваща, че в северните територии на бившата Австро-Унгарска империя живеят „чехословаци“, а не чехи и словаци. Тази идеология служи като основа за създаването през 1918 г. на държавата Чехословакия. Като доктрина е заложена в чехословашката Конституция от 1920 г. Статистиките от времената на Първата република (1918—1938) споменават именно „чехословаци“, а не „чехи“ и „словаци“.
| Национален състав на Чехословакия през 1921 г. | Национален състав на Чехословакия през 1921 г. | Национален състав на Чехословакия през 1921 г. |
| Общо население                                 | 13 607 385                                     |                                                |
| ---------------------------------------------- | ---------------------------------------------- | ---------------------------------------------- |
| Чехословаци                                    | 8 759 701                                      | 64,37 %                                        |
| Немци                                          | 3 123 305                                      | 22,95 %                                        |
| Унгарци                                        | 744 621                                        | 5,47 %                                         |
| Русини                                         | 461 449                                        | 3,39 %                                         |
| Евреи                                          | 180 534                                        | 1,33 %                                         |
| Поляци                                         | 75 852                                         | 0,56 %                                         |
| Други                                          | 23 139                                         | 0,17 %                                         |
| Чужденци                                       | 238 784                                        | 1,75 %                                         |
|                                                |                                                |                                                |

Не всички жители на Чехословакия поддържат тази идеология. Когато преди Втората световна война Чехия е окупирана от Германия, на територията на Словакия е образувана независима словашка държава. След войната Чехословакия отново се обединява, но идеологията за „единна нация“ не е напълно възстановена.
Край на концепцията слага Конституцията от 1960 г., провъзгласяваща Чехословакия за федерация от две национални републики.